# Боярский, Александр Ионович
Алекса́ндр Ио́нович Боя́рский (род. 28 сентября 1957, Шяуляй, Литовская ССР, СССР) — советский и российский мультипликационный продюсер, сценарист, а также актёр озвучания, певец, бас-гитарист, звукорежиссёр, композитор и поэт-песенник. Генеральный директор студии анимационного кино «Мельница». Известен как голос Тени и Серого Волка из мультфильмов серии «Иван Царевич и Серый Волк» и императора Василевса в мультфильме «Три богатыря и наследница престола».

## Биография
Родился 28 сентября 1957 года в Шяуляе, в Литовской ССР.
В 1987 году окончил Ленинградский институт киноинженеров. В 1992 году совместно со своим товарищем Валентином Васенковым, с которым они по вечерам играли на гитарах в различных ресторанах для заработка, основал небольшую звукозаписывающую студию «Миди-Синема». После основания студии, Боярский совместно со звукооператором Владимиром Голоуниным дублировал на русский язык телевизионный сериал «Санта-Барбара», имевший огромную популярность в США.
Некоторое время в 1990-х работал на анимационной студии «Пилот» и сотрудничал с Константином Бронзитом и Ринатом Газизовым в создании короткометражек.
В 1996 году совместно с Бронзитом и Сергеем Сельяновым, генеральным продюсером кинокомпании СТВ, основал студию анимационного кино, которая с 1999 года официально носит название «Мельница», получившая своё название от её расположения на Мельничной улице. Многие работники и основатели студии являются бывшими сотрудниками на студиях «Леннаучфильм» (Сергей Глезин, Владимир Голоунин), кинокомпании СТВ (Сергей Сельянов), студии «Пилот» (Константин Бронзит, Валентин Васенков, оператор Ирина Ершова), и др. С этого момента Боярский занимает пост главного руководителя студии, попутно принимая активное участие в создании её проектов как продюсер, сценарист, актёр озвучания, композитор, звукорежиссёр, а также пишет стихи для песен. С 2002 года занимается озвучкой своих проектов.
В 2000 предложил режиссёру Илье Максимову и Сергею Сельянову сделать мультфильм «Карлик Нос» и даже написал к нему сценарий, так как, по его словам, очень любил эту сказку в детстве.
В 2003 получил письмо по интернету от Максима Свешникова, студента из Днепропетровска. В письме говорилось, что Свешников пишет сценарии на заказ, хотя он ничего не писал. Только после получения предложения от главы студии работать вместе Свешников начал писать сценарий и отправил отрывок из своей работы на студию. Позже они оба стали работать над сценарием вместе с режиссёром Константином Бронзитом и Ильёй Максимовым, так и появился первый мультфильм богатырской саги — «Алёша Попович и Тугарин Змей». С этого момента Александр Боярский остаётся главным сценаристом франшизы. Первоначально, задумка Боярского была снять отдельные фильмы про каждого из трёх богатырей, а потом объединить их в одном фильме и завершить франшизу, но в 2011 году планы изменились. Мультфильм «Три богатыря и Шамаханская царица» собирает около 575 070 210 рублей и Боярский понимает, что останавливаться рано. Он садится писать сценарий к следующему сиквелу — «Три богатыря на дальних берегах» обратившись за помощью к писателю-сатирику Вячеславу Солдатенко (творческий псевдоним «Слава СЭ»), с которым работал до мультфильма «Морской царь». Режиссёром на проект был утверждён один из художников-аниматоров студии — Константин Феоктистов. В результате, качество мультфильмов про трёх богатырей сильно упало. И только после возвращения Константина Бронзита во франшизу качество франшизы стало снова расти. Александр Боярский написал сценарии ко всем частям богатырской саги, кроме «Наследницы престола».
В 2004 году стал автором идеи мультсериала «Лунтик и его друзья».
В 2005 году Александр Ионович написал сценарий к мультфильму «Крепость. Щитом и мечом» об Осаде Смоленска 1609 года, мотивируя это тем, что Воевода Михаил Борисович Шеин — его далёкий предок и что это послужило ему как вдохновение. Перед началом работы над мультфильмом Боярский, а также художник-постановщик Олег Маркелов отправились в Смоленск в 2011 году. Фильм был закончен в 2015 году и выпущен в кинотеатры 29 октября 2015.
В 2009 году, Александр Боярский решает отойти от «богатырей» и сделать мультфильм по мотивам русских сказок. Поначалу на студии создавался проект «Василиса и Серый Волк», но позже проект был закрыт, и в результате зимой 2011 вышел мультфильм «Иван Царевич и Серый Волк», в разработке которого принимали участие Леонид Барац, Ростислав Хаит и театральный режиссёр Сергей Петрейков — участники комедийного коллектива «Квартет И». Александр Боярский же помог им воплотить свою идею в мультипликационный формат (поскольку это был их дебютный мультфильм) и также участвовал в разработке сценария. В дальнейшем «Квартет И» будет писать последующие части самостоятельно, без помощи Боярского. По причине того, что участники «Квартета И» не хотели продвигать мультфильм, в финальную версию фильма их имена в титрах не были занесены, в том числе и имя Боярского.
В 2011 вместе с Дариной Шмидт начал разрабатывать сценарий к первому трёхмерному полнометражному проекту студии — «Урфин Джюс и его деревянные солдаты» по мотивам сказок Александра Волкова, а позже разрабатывал сценарий продолжения, которое вышло осенью 2019 года.
В 2013 году «Мельница» выпустила продолжение «Ивана Царевича», поскольку оригинальный мультфильм собрал около 29 миллионов долларов. «Квартет И», работавший над первым мультфильмом, на этот раз не работал над сценарием второй части. В результате, сценарий написали режиссёр новой ленты — Владимир Торопчин — и Александр Боярский. Также мультфильм стал дебютом для Светланы Саченко, с которой Боярский впоследствии станет работать над шестой, седьмой и восьмой частями богатырской франшизы.
Осенью 2014 года студия переехала в самостоятельное здание. Это привело к закрытию звукозаписывающей студии «Миди-Синема», поскольку у студии теперь появился свой собственный звукоцех, который построили Александр Боярский и звукорежиссёр Владимир Голоунин. На студию «Мельница» приходят сторонние заказчики от разных кинокомпаний для записи звуковых эффектов и трюков.
28 февраля 2015 года вручены премии Правительства в области культуры за 2014 год. Среди награждённых: продюсер Александр Боярский, режиссёры Дарина Шмидт и Елена Галдобина, и сценарист и писательница Сарра Ансон — за создание анимационного сериала для детей «Лунтик и его друзья».
8 апреля 2016 года, в День российской анимации, в Культурном центре ЗИЛ состоялась II церемония вручения Национальной анимационной премии «Икар». Приз в номинации «Фильм в кинопрокате» получил фильм «Иван Царевич и Серый Волк 3» (режиссёр Дарина Шмидт, продюсеры Александр Боярский, Сергей Сельянов).
В 2017 году дебютировал как композитор в полнометражном кино на мультфильме «Три богатыря и принцесса Египта», написав музыкальные темы, пародирующие египетский манер, а также песни. Но так как автором основного саундтрека является Михаил Чертищев, Александра Боярского как композитора в титры решено было не вставлять.
С 2018 пишет музыку и песни для всех предстоящих мультфильмов на студии «Мельница» в дуэте с Георгием Жеряковым после ухода Михаила Чертищева со студии, занимается аранжировкой музыки и песен, при этом продолжает писать стихи к песням.
Совместно с Александрой Шохой написал сценарии к мультфильмам «Барбоскины на даче», «Три богатыря и Конь на троне», «Иван Царевич и Серый Волк 5» и «Три богатыря и Пуп Земли».

## Семья
- Супруга — Елена Боярская, член административной группы на студии анимационного кино «Мельница», написала сценарий к фильму 2006 года «Птица счастья»[9].

## Награды
- Главный приз международного анимационного фестиваля в городе Аннси (Франция) (1998).
- 2014 — Премия Правительства Российской Федерации в области культуры — за создание анимационного сериала для детей «Лунтик и его друзья».[10]
- 2015 — Премия Президента Российской Федерации в области литературы и искусства за произведения для детей и юношества 2015 года — за вклад в развитие отечественного анимационного кино[11].
- 2017 — Икар (кинопремия) в номинации «Продюсер» «За стабильный успех в российском кинопрокате» вручена Сергею Сельянову и Александру Боярскому[12].

## Фильмография

### Создание фильмов
- Информация о вышедших проектах составлена согласно титрам, о будущих может быть впоследствии дополнена

| Год              | Произведение                                | Режиссёры                                      | Участие                                                                                               |
| ---------------- | ------------------------------------------- | ---------------------------------------------- | --- |
| 1984—1993        | «Санта-Барбара» (русский дубляж)            | разные                                         | звукорежиссёр                                                                                         |
| 1991             | «Полночные игры»                            | Ринат Газизов                                  | композитор                                                                                            |
| 1993             | «Пережёвывай!»                              | Константин Бронзит                             | звукорежиссёр, композитор                                                                             |
| 1993             | «Тук-тук»                                   | Константин Бронзит                             | звукорежиссёр, композитор                                                                             |
| 1994             | «Выключатель (Свичкрафт)»                   | Константин Бронзит                             | звукорежиссёр                                                                                         |
| 1996             | «Крепкий Орешек»                            | Константин Бронзит                             | продюсер, звукорежиссёр                                                                               |
| 1997             | «Salute to the Viktors»                     | Александр Макаров                              | продюсер, звукорежиссёр                                                                               |
| 1998 сериал      | «Technology Series»                         | Илья Максимов                                  | продюсер, звукорежиссёр                                                                               |
| 1999—2000        | Приключения в Изумрудном городе             | Александр Макаров, Илья Максимов, Денис Чернов | исполнительный продюсер, звукорежиссёр                                                                |
| 2000             | «С добрым утром!»                           | Денис Чернов                                   | продюсер                                                                                              |
| 2000             | «Рунит»                                     | Константин Бронзит                             | сценарист, продюсер, художник-постановщик                                                             |
| 2000             | «Хлебный дом»                               | Константин Бронзит                             | продюсер                                                                                              |
| 2001             | «GSM»                                       | Константин Бронзит                             | продюсер                                                                                              |
| 2001             | «Малышок»                                   | Константин Бронзит                             | продюсер                                                                                              |
| 2001             | «О-ба-на»                                   | Константин Бронзит                             | продюсер                                                                                              |
| 2001             | «Пекарь»                                    | Константин Бронзит                             | продюсер                                                                                              |
| 2001             | «Пятёрочка»                                 | Денис Чернов                                   | продюсер                                                                                              |
| 2001             | «Сто одёжек»                                | Денис Чернов                                   | продюсер                                                                                              |
| 2002             | «There Was an Old Lady Who Swallowed a Fly» | Константин Бронзит                             | продюсер                                                                                              |
| 2003             | «Божество»                                  | Константин Бронзит                             | продюсер                                                                                              |
| 2003             | «Карлик Нос»                                | Илья Максимов                                  | сценарист, продюсер                                                                                   |
| 2004             | «House That Jack Built»                     | Константин Бронзит                             | продюсер                                                                                              |
| 2004             | «Look Before You Leap»                      | Ольга Образцова, Екатерина Шрага               | продюсер                                                                                              |
| 2004             | «Кот и лиса»                                | Константин Бронзит                             | исполнительный продюсер, звукорежиссёр                                                                |
| 2004             | «Алёша Попович и Тугарин Змей»              | Константин Бронзит                             | сценарист, продюсер, звукорежиссёр перезаписи                                                         |
| 2006             | «Добрыня Никитич и Змей Горыныч»            | Илья Максимов                                  | сценарист, продюсер, звукорежиссёр перезаписи, музыкальный продюсер                                   |
| 2006             | «Уборная история — любовная история»        | Константин Бронзит                             | продюсер                                                                                              |
| 2006—наст. время | «Лунтик и его друзья»                       | Дарина Шмидт, Елена Галдобина и др.            | автор концепции, продюсер, озвучка аниматиков                                                         |
| 2007             | «Илья Муромец и Соловей Разбойник»          | Владимир Торопчин                              | сценарист, продюсер, звукорежиссёр перезаписи, музыкальный продюсер                                   |
| 2008             | «Мы из будущего» (х/ф)                      | Андрей Малюков                                 | один из звукооператоров                                                                               |
| 2008             | «Закон жизни» (короткометражка)             | Ришат Гильметдинов                             | продюсер                                                                                              |
| 2008             | «Правдивая история о трёх поросятах»        | Константин Бронзит                             | исполнительный продюсер                                                                               |
| 2008             | «Про Федота-стрельца, удалого молодца»      | Людмила Стеблянко                              | продюсер                                                                                              |
| 2010             | «Три богатыря и Шамаханская царица»         | Сергей Глезин                                  | сценарист, продюсер, поэт-песенник                                                                    |
| 2011             | «Иван Царевич и Серый Волк»                 | Владимир Торопчин                              | продюсер, соавтор сценария с Квартетом И, бас-гитарист, гитарист, музыкальный продюсер, поэт-песенник |
| 2011—наст. время | «Барбоскины»                                | Елена Галдобина и др.                          | автор концепции, продюсер                                                                             |
| 2012             | «Три богатыря на дальних берегах»           | Константин Феоктистов                          | сценарист, продюсер, композитор, аранжировщик, музыкальный продюсер, поэт-песенник                    |
| 2013             | «Иван Царевич и Серый Волк 2»               | Владимир Торопчин                              | сценарист, продюсер, поэт-песенник, музыкальный продюсер, один из музыкантов                          |
| 2014             | «Мы не можем жить без космоса»              | Константин Бронзит                             | продюсер                                                                                              |
| 2014             | «Три богатыря. Ход конём»                   | Константин Феоктистов                          | сценарист, продюсер, поэт-песенник                                                                    |
| 2015             | «Крепость. Щитом и мечом»                   | Фёдор Дмитриев                                 | сценарист, продюсер, поэт-песенник, бас-гитарист                                                      |
| 2015             | «Иван Царевич и Серый Волк 3»               | Дарина Шмидт                                   | продюсер, поэт-песенник                                                                               |
| 2016             | «Синдбад. Пираты семи штормов»              | Владлен Барбэ                                  | аранжировщик песен, поэт-песенник                                                                     |
| 2016             | «Три богатыря и Морской Царь»               | Константин Феоктистов                          | сценарист, продюсер                                                                                   |
| 2017             | «Урфин Джюс и его деревянные солдаты»       | В. Торопчин, Ф. Дмитриев, Д. Шмидт             | сценарист, продюсер, бас-гитарист, ассистент звукорежиссёра                                           |
| 2017             | «Три богатыря и принцесса Египта»           | Константин Феоктистов                          | сценарист, продюсер, композитор, гитарист, поэт-песенник                                              |
| 2017             | «Салют-7» (х/ф)                             | Клим Шипенко                                   | один из звукооператоров                                                                               |
| 2018—наст. время | «Царевны»                                   | Д. Шмидт, Е. Галдобина и др.                   | автор концепции, продюсер, сценарист                                                                  |
| 2018             | «Три богатыря и наследница престола»        | Константин Бронзит                             | продюсер                                                                                              |
| 2018             | «Акварель» (х/ф)                            | Виктор Косаковский                             | один из звукооператоров                                                                               |
| 2018             | «История одного назначения» (х/ф)           | Авдотья Смирнова                               | один из звукооператоров                                                                               |
| 2019             | «Он не может жить без космоса»              | Константин Бронзит                             | продюсер                                                                                              |
| 2019             | «БоксБалет»                                 | Антон Дьяков                                   | продюсер                                                                                              |
| 2019             | «Урфин Джюс возвращается»                   | Фёдор Дмитриев                                 | сценарист, продюсер, композитор, аранжировщик, музыкальный продюсер, поэт-песенник                    |
| 2019             | «Иван Царевич и Серый Волк 4»               | Дарина Шмидт, Константин Феоктистов            | продюсер, композитор, аранжировщик, музыкальный продюсер                                              |
| 2020             | «Лунтик. Новогодняя ёлка»                   | Дарина Шмидт, Елена Галдобина                  | продюсер                                                                                              |
| 2020             | «Барбоскины на даче»                        | Елена Галдобина, Фёдор Дмитриев                | сценарист, продюсер, композитор, аранжировщик, музыкальный продюсер, поэт-песенник                    |
| 2020             | «Конь Юлий и большие скачки»                | Дарина Шмидт, Константин Феоктистов            | сценарист, продюсер, композитор, аранжировщик, музыкальный продюсер, поэт-песенник                    |
| 2021             | «Три богатыря и Конь на троне»              | Дарина Шмидт, Константин Феоктистов            | сценарист, продюсер, композитор и аранжировщик песен, музыкальный продюсер, поэт-песенник             |
| 2022             | «Барбоскины Team»                           | Елена Галдобина, Фёдор Дмитриев                | продюсер, композитор и аранжировщик песен, музыкальный продюсер, поэт-песенник                        |
| 2022             | «Иван Царевич и Серый Волк 5»               | Константин Феоктистов                          | сценарист, продюсер, композитор, аранжировщик, музыкальный продюсер                                   |
| 2023             | «Царевны и Таинственная гостья»             | Александра Шоха                                | продюсер                                                                                              |
| 2023             | «Три богатыря и Пуп Земли»                  | Константин Феоктистов                          | сценарист, продюсер, композитор, аранжировщик, музыкальный продюсер, поэт-песенник                    |
| 2024             | «Три богатыря. Ни дня без подвига»          | Александра Шоха, Е. Салабай                    | продюсер, композитор                                                                                  |
| 2024             | «Лунтик и большое путешествие»              | Константин Бронзит                             | продюсер                                                                                              |
| 2024             | «Иван Царевич и Серый Волк 6»               | Дарина Шмидт, Константин Феоктистов            | сценарист, продюсер, композитор, аранжировщик, музыкальный продюсер, поэт-песенник                    |
| 2025             | «Три богатыря. Ни дня без подвига 2»        | Екатерина Салабай                              | продюсер, композитор                                                                                  |
| 2025             | «Три богатыря и свет клином»                | Дарина Шмидт, Константин Феоктистов            | сценарист, продюсер, композитор, аранжировщик, музыкальный продюсер, поэт-песенник                    |
| 2025—2026        | «Экспедитор»                                | Антон Дьяков                                   | продюсер                                                                                              |
| 2025—2026        | «Кот Савелий»                               | Антон Дьяков                                   | продюсер                                                                                              |
| TBA              | «Три богатыря. Конец времён»                | —                                              | продюсер                                                                                              |
| TBA              | «Три богатыря. Город планеты»               | —                                              | продюсер                                                                                              |

### Рекламные ролики
| Год  | Произведение          | Участие             |
| ---- | --------------------- | ------------------- |
| 2001 | «Магазин „Пактор“»    | продюсер            |
| 2006 | «Добрыня»             | продюсер            |
| 2006 | «Никола»              | продюсер            |
| 2009 | «Здрайверы»           | продюсер            |
| 2010 | «Аквилон»             | продюсер            |
| 2018 | «Вологодский пломбир» | продюсер, сценарист |
| 2019 | «Вологодский пломбир» | продюсер, сценарист |

### Актёр озвучивания
Боярский занимается черновым озвучиванием всех проектов его студии «Мельница», чтобы облегчить работу аниматорам при работе над материалом. Например он озвучивал Князя Киевского в компьютерных играх, а некоторые его реплики в черновом варианте прозвучали в окончательной версии фильмов. В основном Боярский озвучивает эпизодических персонажей или звучат дорожки из черновой версии фильма, и во многих его фильмах он не указан в титрах в качестве актёра озвучания.
Первой его главной ролью стал дух первого министра Тень в мультфильме «Иван Царевич и Серый Волк». В «Иване Царевиче и Сером Волке 2» Александр Боярский исполнил роль Серого Волка. В первой части за него говорил Артур Смольянинов, но во время перезаписи второй части Боярский подумал, что его голос подходит Волку больше, чем голос Смольянинова, ведь, по его мнению, хриплый голос намного лучше подходил серому помощнику Ивана. Он решил оставить свой голос Волку в последующих частях.
В мультфильме «Три богатыря и наследница престола» Боярский взял на себя ответственность на озвучании Василевса — императора Византийского. В «Илье Муромце и Соловье Разбойнике» его озвучил народный артист СССР Олег Табаков, но так как артиста не стало 12 марта 2018 года, Боярскому пришлось озвучить роль за него.
| Год       |    | Название                                       | Роль |
| --------- | -- | ---------------------------------------------- | --- |
| 2003      | мф | Карлик Нос                                     | Второй стражник у входа во дворец / дежурный скороход / Блюм (одна реплика) |
| 2006—2021 | мс | Лунтик и его друзья                            | читает названия эпизодов («Ёлочка», «День космонавтики», «День знаний»), эпизодические роли («Телефон» — «Глупые гусеницы!», «Стёклышко» — «Сеть намочить»), рассказчик / Вупсень (одна фраза — «Я знаю где они!») («Костюмы»), текст посылки / Пупсень (одна фраза — «Смотри, палка!») («Чужой сундук») |
| 2007      | мф | Илья Муромец и Соловей-Разбойник               | одноглазый разбойник / старичок («Чего он сказал?») / голос в порту «Пассажиров, отправляющихся на Царьград, просим пройти ко вторым воротам!» |
| 2007      | ки | Илья Муромец и Соловей-Разбойник               | Князь Киевский |
| 2010      | ки | Три богатыря и Шамаханская царица              | Князь Киевский, Колыван |
| 2010      | мф | Три богатыря и Шамаханская царица              | Князь Киевский («Поздравления принимаются!») |
| 2011      | ки | Иван Царевич и Серый Волк                      | Царь-батюшка |
| 2011      | мф | Иван Царевич и Серый Волк. Интервью с актёрами | актёр Валера, играющий сову в фильме / журналист Кощей |
| 2011      | мф | Иван Царевич и Серый Волк                      | Тень / Царь («Я тебе придумаю завтра или послезавтра!») / Волк («За буйки не заплывать») |
| 2012      | мф | Три богатыря на дальних берегах                | княжеский писарь / толстый боярин, давший дар Колывану / Колыван («Всем сдать серебряные ложки и вилки!») / Князь Киевский («Стоп! Ты пока остаёшься, проверишь хвост, доложишь.») / эпизодические роли                                                                                                  |
| 2013      | мф | Как поймать перо Жар-Птицы                     | боярин, принесший кофе и пирожок Берендею / шашлычник |
| 2013      | мф | Иван Царевич и Серый Волк 2                    | Серый Волк / Иван («Думай, пожалуйста, быстрее!») / Царь («Я сказал план Б?») |
| 2014      | мф | Три богатыря. Ход конём                        | боярин Антипка |
| 2015      | мф | Крепость. Щитом и мечом                        | пекарь Филимон / старичок в массовке / рабочий на глиняном заводе (первая реплика) |
| 2015      | мф | Иван Царевич и Серый волк 3                    | Серый Волк / радио Василисы |
| 2016      | мф | Три богатыря и морской царь                    | Кикимора / Князь Киевский («Это что, команда?») |
| 2017      | мф | Урфин Джюс и его деревянные солдаты            | Людоед / министр Железного Дровосека / Саблезубые тигры (некоторые реплики) / двойник Страшилы |
| 2017      | мф | Три богатыря и принцесса Египта                | отец Нефертити / эпизод, где Князь пытается взять ключ у Нефертити / вырезанные вставки из фильма |
| 2018      | мс | Царевны                                        | Дуб-хранитель / Леший / Великий Звездочёт |
| 2018      | мф | Три богатыря и наследница престола             | Византийский император Василевс / карликовый стражник / Князь Киевский (реплика «Шляпу сними!») / Конь Юлий (вздох при встрече с голубем) |
| 2019      | мф | Вологодский пломбир (рекламный ролик)          | Добрыня Никитич |
| 2019      | мф | Урфин Джюс возвращается                        | Людоед / саблезубые тигры-близнецы / вождь племени Карачи (звуки) |
| 2019      | мф | Иван Царевич и Серый Волк 4                    | Серый Волк / солёные огурцы из рекламы / Кот учёный (реплики «Из Бриттена или из Шнитке», «И увидели...») |
| 2020      | мф | Конь Юлий и большие скачки                     | комментатор на скачках |
| 2021      | мф | Три богатыря и Конь на троне                   | Худой (полная роль) Князь Киевский / Конь Юлий / боярин Антипка / второй хозяин Фроси / Баба-Яга (части реплик) |
| 2022      | мф | Иван Царевич и Серый Волк 5                    | Серый Волк / мужчина с фотоаппаратом в суде |
| 2023      | мф | Три богатыря и Пуп Земли                       | древний житель |
| 2024      | мф | Три богатыря. Ни дня без подвига               | Тугар Бусу / Покупатель |
| 2024      | мф | Иван Царевич и Серый Волк 6                    | Серый Волк |

### Сценарий к сериям мультсериала «Царевны»
| №       | Название           | Дата премьеры на YouTube | Примечания                                                     |
| 1 сезон | 1 сезон            | 1 сезон                  | 1 сезон                                                        |
| ------- | ------------------ | ------------------------ | -------------------------------------------------------------- |
| 1       | Юные волшебницы    | 23 сентября 2018         | Написал сценарий совместно с Еленой Галдобиной и Дариной Шмидт |
| 22      | Чёрная рука        | 15 марта 2019            | —                                                              |
| 23      | Волшебница воды    | 22 марта 2019            | —                                                              |
| 24      | Шапочка профессора | 29 марта 2019            | —                                                              |
| 26      | Ледяной плен       | 12 апреля 2019           | —                                                              |

## Дискография

### Песни на стихи Александра Боярского
| Год выпуска | Песня                                                                    | Фильм                               | Композитор                                               | Исполнитель |
| ----------- | ------------------------------------------------------------------------ | ----------------------------------- | -------------------------------------------------------- | --- |
| 2010        | «Богатыри»                                                               | «Три богатыря и Шамаханская царица» | Игорь Растеряев                                          | Артём Уланов |
| 2011        | «Пожар»                                                                  | «Иван Царевич и Серый Волк»         | Валентин Васенков, Игорь Растеряев                       | В. Васенков, А. Боярский                                                                                        |
| 2011        | «Вихри сани»                                                             | «Иван Царевич и Серый Волк»         | Валентин Васенков, Игорь Растеряев                       | В. Васенков, А. Боярский                                                                                        |
| 2011        | «Марш богатырей»                                                         | «Иван Царевич и Серый Волк»         | Валентин Васенков, Игорь Растеряев                       | В. Васенков, А. Боярский                                                                                        |
| 2011        | «Марш богатырей»                                                         | «Иван Царевич и Серый Волк 2»       | Валентин Васенков, Игорь Растеряев                       | В. Васенков, А. Боярский                                                                                        |
| 2011        | «You Can Never Tell» (русский вариант)                                   | «Иван Царевич и Серый Волк»         | Чак Берри (аранжировка А. Боярского)                     | Михаил Боярский, Чак Берри (исполнитель оригинала)                                                              |
| 2012        | «Мы едем в отпуск»(перепетая «La Cucaracha») — русский вариант           | «Три богатыря на дальних берегах»   | народная музыка (аранжировка А. Боярского)               | Лия Медведева, Елена Шульман, Мария Цветкова-Овсянникова                                                        |
| 2012        | «Встреча с зайцами»(перепетая «La Cucaracha») — русский вариант          | «Три богатыря на дальних берегах»   | народная музыка (аранжировка А. Боярского)               | Артём Уланов |
| 2012        | «Песенка Бабы Яги»                                                       | «Три богатыря на дальних берегах»   | Александр Боярский                                       | Елизавета Боярская, Александр Боярский                                                                          |
| 2012        | «Besame mucho» Русский текст — «Коровы всегда проявляли ко мне интерес…» | «Три богатыря на дальних берегах»   | Консуэло Веласкес (аранжировка А. Боярского)             | Елена Терновая, Дмитрий Высоцкий (Конь Юлий)                                                                    |
| 2012        | «Песенка Любавы»                                                         | «Три богатыря на дальних берегах»   | Михаил Чертищев                                          | Лия Медведева, Анна Хохлова (бэк-вокал)                                                                         |
| 2013        | «Песня Василисы»                                                         | «Иван Царевич и Серый Волк 2»       | Михаил Чертищев                                          | Любовь Владимирова (вторая часть) Марина Кравец (четвёртая часть) — аранжировка А. Боярского                    |
| 2013        | «Песенка Кота»                                                           | «Иван Царевич и Серый Волк 2»       | Михаил Чертищев                                          | Михаил Боярский                                                                                                 |
| 2014        | «Занесло, эх, занесло куда-то…»                                          | «Три богатыря. Ход конём»           | Михаил Чертищев                                          | Эдгар Темиров Сергей Маковецкий (партия Князя)                                                                  |
| 2014        | «Посмотри сюда!»                                                         | «Три богатыря. Ход конём»           | Михаил Чертищев                                          | Дмитрий Высоцкий (Конь Юлий) Александр Боярский («Буду бить аккуратно, но сильно!»)                             |
| 2015        | «Чёрный Всадник»                                                         | «Крепость. Щитом и мечом»           | Михаил Чертищев, Михаил Ченцов                           | Алиса Кожикина                                                                                                  |
| 2015        | «С тобой»                                                                | «Иван Царевич и Серый Волк 3»       | Михаил Чертищев                                          | Виолетта Вольская                                                                                               |
| 2016        | «Пираты»                                                                 | «Синдбад. Пираты семи штормов»      | Аркадий Духин, (аранжировка А. Боярского и М. Чертищева) | Николай Заболотских Виолетта Вольская                                                                           |
| 2016        | «Пираты» (финальные титры)                                               | «Синдбад. Пираты семи штормов»      | Аркадий Духин, (аранжировка Дмитрия Емельянова)          | Александр Пушной                                                                                                |
| 2017        | «Танец скелетов»                                                         | «Три богатыря и принцесса Египта»   | Александр Боярский                                       | Дмитрий Высоцкий (Конь Юлий)                                                                                    |
| 2017        | «Песня Жреца»                                                            | «Три богатыря и принцесса Египта»   | Александр Боярский                                       | Александр Лаврухин (Жрец)                                                                                       |
| 2017        | «Танец Сфинкса»                                                          | «Три богатыря и принцесса Египта»   | Александр Боярский                                       | Александр Лаврухин (Жрец)                                                                                       |
| 2018        | «Песня Элли»                                                             | «Урфин Джюс возвращается»           | Александр Боярский                                       | Любовь Владимирова, Сара Ноутон (английская адаптация)                                                          |
| 2018        | «Песня Зайца»                                                            | «Урфин Джюс возвращается»           | Александр Боярский                                       | Дмитрий Высоцкий                                                                                                |
| 2019        | «Ветер шумит»                                                            | Барбоскины на даче"                 | Александр Боярский                                       | Любовь Владимирова                                                                                              |
| 2020        | «Грёзы Юлия»                                                             | «Конь Юлий и большие скачки»        | Александр Боярский                                       | Иван Пономарёв, Иван Чаплинский                                                                                 |
| 2020        | «Песня Антипки»                                                          | «Конь Юлий и большие скачки»        | Александр Боярский                                       | Анатолий Петров (боярин Антипка)                                                                                |
| 2020        | «Песня героев»                                                           | «Конь Юлий и большие скачки»        | Александр Боярский                                       | Дмитрий Высоцкий (Конь Юлий)                                                                                    |
| 2021        | «Доля горькая»                                                           | «Три богатыря и Конь на троне»      | Александр Боярский                                       | Иван Пономарёв, Иван Чаплинский                                                                                 |
| 2021        | «Выходные»                                                               | «Три богатыря и Конь на троне»      | Александр Боярский                                       | Александр Боярский                                                                                              |
| 2021        | «Запрягу-ка я комара»                                                    | «Три богатыря и Конь на троне»      | Александр Боярский                                       | Сергей Маковецкий (Князь Киевский в образе Коня Юлия) Иван Пономарёв, Иван Чаплинский (в сцене битвы с немцами) |
| 2021        | «Облака»                                                                 | «Три богатыря и Конь на троне»      | Александр Боярский                                       | Любовь Владимирова                                                                                              |
| 2021        | «Где-то далеко…»                                                         | «Три богатыря и Конь на троне»      | Александр Боярский                                       | Алиса Боярская (Фрося) Виолетта Вольская (финальные титры)                                                      |
| 2022        | «Танцующая Кэт»                                                          | «Барбоскины Team»                   | Александр Боярский                                       | Alisa |
| 2022        | «Друг (Песня Волка)»                                                     | «Иван Царевич и Серый Волк 5»       | Александр Боярский                                       | Александр Боярский (Волк)                                                                                       |
| 2022        | «Калина-Малина»                                                          | «Иван Царевич и Серый Волк 5»       | Александр Боярский                                       | Ольга Тебенькова Любовь Владимирова                                                                             |
| 2022        | «Остров»                                                                 | «Иван Царевич и Серый Волк 5»       | Александр Боярский                                       | Вера Егорова |
| 2023        | «Динозава»                                                               | «Три богатыря и пуп земли»          | Александр Боярский                                       | Ольга Тебенькова Любовь Владимирова                                                                             |
| 2024        | «Чудо»                                                                   | «Иван Царевич и Серый Волк 6»       | Александр Боярский                                       | Любовь Владимирова                                                                                              |

### Известные песни под музыкальную аранжировку Александра Боярского
| Год выпуска | Песня                                  | Фильм                                   | Автор оригинальной музыки | Автор слов        |
| ----------- | -------------------------------------- | --------------------------------------- | ------------------------- | ----------------- |
| 2011        | «You Can Never Tell» (русский вариант) | «Иван Царевич и Серый Волк»             | Чак Берри                 | Чак Берри         |
| 2012        | «La Cucaracha»                         | «Три богатыря на дальних берегах»       | народная                  | народная          |
| 2012        | «Besame mucho»                         | «Три богатыря на дальних берегах»       | Консуэло Веласкес         | Консуэло Веласкес |
| 2019        | «Песня Василисы»                       | из фильма «Иван Царевич и Серый Волк 2» | Михаил Чертищев           | А. Боярский       |
| 2019        | «Всё пройдет»                          | «Иван Царевич и Серый Волк 4»           | Максим Дунаевский         | Леонид Дербенёв   |

### Песни на музыку Александра Боярского
| Год выпуска | Песня                                | Фильм                         | Автор слов    | Исполнитель                                   |
| ----------- | ------------------------------------ | ----------------------------- | ------------- | --------------------------------------------- |
| 2019        | «Танец солёных огурцов»              | «Иван Царевич и Серый Волк 4» | «Квартет И»   | Александр Боярский                            |
| 2022        | «Подписывайтесь на меня» («Sigueme») | «Барбоскины Team»             | Омар Торрез   | Омар Торрез                                   |
| 2022        | «Сумасшедший звук» (Sonido Loco)     | «Барбоскины Team»             | Омар Торрез   | Омар Торрез                                   |
| 2022        | «Absolutely Crazy»                   | «Барбоскины Team»             | Омар Торрез   | Омар Торрез Алехандра Торрез Луиса Де Лоренцо |
| 2022        | «Quiero Mambo»                       | «Барбоскины Team»             | Омар Торрез   | Омар Торрез Алехандра Торрез Луиса Де Лоренцо |
| 2022        | «Electric»                           | «Барбоскины Team»             | Омар Торрез   | Омар Торрез Алехандра Торрез Луиса Де Лоренцо |
| 2022        | «Light of Fame»                      | «Барбоскины Team»             | Вадим Рымалов | Любовь Владимирова                            |
| 2022        | «Lazy»                               | «Барбоскины Team»             | Вадим Рымалов | DebbyHoliday                                  |
| 2022        | «Любовь есть любовь»                 | «Иван Царевич и Серый Волк 5» | Вадим Рымалов | Любовь Владимирова Вера Егорова               |
| 2022        | «Бескрайнее море»                    | «Иван Царевич и Серый Волк 5» | Вадим Рымалов | Альберт Жалилов                               |
| 2022        | «Нисуаз»                             | «Иван Царевич и Серый Волк 5» | Вадим Рымалов | Иван Чаплинский Сергей Ляшко                  |

### Исполнение песен в мультфильмах
| Год  | Произведение                        | Песня                                             | Композитор         | Слова                                        |
| ---- | ----------------------------------- | ------------------------------------------------- | ------------------ | -------------------------------------------- |
| 2010 | «Три богатыря и Шамаханская царица» | «За лесами, за горами!» (с Валентином Васенковым) | Валентин Васенков  | В. И. Даль                                   |
| 2011 | «Иван Царевич и Серый Волк»         | исполнение всех песен (с Валентином Васенковым)   | Игорь Растеряев    | Александр Боярский                           |
| 2012 | «Три богатыря на дальних берегах»   | «Песенка Бабы-Яги» (с Елизаветой Боярской)        | Александр Боярский | Александр Боярский                           |
| 2014 | «Три богатыря. Ход Конём»           | «Посмотрите сюда!» (с Дмитрием Высоцким)          | Михаил Чертищев    | Александр Боярский                           |
| 2016 | «Три богатыря и Морской Царь»       | Мечты сбываются (Добрыня Никитич)                 | Юрий Антонов       | Михаил Танич                                 |
| 2019 | «Иван Царевич и Серый Волк 4»       | «Танец Солёных Огурцов»                           | Александр Боярский | Леонид Барац Ростислав Хаит Сергей Петрейков |
| 2021 | «Три богатыря и Конь на троне»      | «Выходные» (совместно с Ольгой Тебеньковой)       | Александр Боярский | Олег Козырев                                 |
| 2022 | «Иван Царевич и Серый Волк 5»       | «Друг»                                            | Александр Боярский | Александр Боярский                           |